# Narzeczona Draculi
Narzeczona Draculi (ang. The Brides of Dracula) – brytyjski horror z 1960 roku. Film jest kontynuacją filmu Dracula z 1958 roku. Został wyprodukowany przez studio Hammer Film Productions.

## Treść
Transylwania, XIX w. Nauczycielka Marianne, będąc w podróży zatrzymuje się w domu baronowej Meinster. W nocy słyszy głos i dostrzega przez okno młodzieńca przykutego łańcuchem do ściany. Marianne uwalnia go, nie wiedząc, że uwolniony przez nią młodzieniec jest wampirem.

## Obsada
- Peter Cushing (Van Helsing)
- Martita Hunt (Baronowa Meinster)
- Freda Jackson (Greta)
- Yvonne Monlaur (Marianne)
- David Peel (Baron Meinster)
- Miles Malleson (Dr. Tobler)
- Henry Oscar (Herr Lang)
- Mona Washbourne (Frau Lang)
- Victor Brooks (Hans)
- Michael Ripper (Coachman)
- Andree Melly (Gina)